# Christian Jürgensen Thomsen
Christian Jürgensen Thomsen (29. prosince 1788 – 21. května, 1865) byl dánský archeolog.
Přestože mu chyběla akademická průprava, byl v roce 1816 ustanoven vedoucím prehistorických sbírek, které byly později rozvíjeny v Dánském národním muzeu v Kodani. Během své práce na zatřiďování archeologických sbírek došel k závěru, že je třeba pro jejich odlišení a uspořádání rozdělit pravěké dějiny na tři základní období. Svou třídobou periodizaci uveřejnil anonymně roku 1836 i v muzejním průvodci a tento rok je tak považován za mezník v dějinách prehistorie. Její periody jsou následující:
- doba kamenná
- doba bronzová
- doba železná

Thomsenovu metodu později rozpracoval Švéd Oscar Montelius a přes mnohé výhrady ji v upravené a doplněné podobě používáme dodnes. Thomsen také jako jeden z prvních psal systematická pojednání o zlatých brakteátech z období stěhování národů.